# Shakira
Pour les articles homonymes, voir Shakira (homonymie) et Ripoll (homonymie).
Ne doit pas être confondu avec Shakila ou Shakiro.
Shakira (prononcé en espagnol : /ʃaˈkiɾa/, en anglais : /ʃəˈkɪəɹə/), de son nom complet Shakira Isabel Mebarak Ripoll (née le 2 février 1977 à Barranquilla) est une chanteuse et auteure-compositrice-interprète colombienne. Elle est connue comme la « reine de la musique latine »,,,,. Après avoir émergé sur la scène latino-américaine en se produisant dans les années 1990, elle connaît un succès international à partir de 2002 grâce au titre Whenever, Wherever et à l'album Laundry Service. Célèbre pour ses chansons mélangeant pop latino et musique du monde, elle est également renommée pour ses talents de danseuse qu'elle met à profit dans ses concerts et clips (danse orientale, merengue, tango).
Les chansons Whenever, Wherever et Hips Don't Lie sont ses deux plus grands succès avec respectivement 5 et 8 millions d'exemplaires vendus, se classant no 1 dans une trentaine de pays. D'autres de ses chansons figurent au premier rang dans plusieurs pays dont La tortura, Beautiful Liar, Waka Waka (This Time for Africa), Loca et Chantaje.
En 2010, elle interprète Waka Waka (This Time for Africa), qui est choisie par la FIFA comme chanson officielle de la Coupe du monde de football 2010 et qui devient le single le plus vendu dans l'histoire de cet évènement (plus de 5 millions d'exemplaires cette année-là). Elle détient le record de ventes pour une artiste colombienne (80 millions) et est la seule artiste latino-américaine à avoir placé simultanément un titre à la première place des classements américain, australien et britannique. En 2009, le Billboard la désigne comme étant la meilleure artiste latine féminine de la décennie,.
Son travail humanitaire est également reconnu, notamment au travers de son association, la Fundación Pies Descalzos (es), qui vient en aide aux enfants défavorisés dont les familles ont été victimes de groupes armés, en leur offrant un accès à l'éducation. Beaucoup de ses profits personnels (notamment ceux liés à la publicité) lui sont reversés. En 2021, Shakira est nommée « la plus grande artiste latine de tous les temps » en raison de son succès et de son influence,.
Elle reçoit une étoile sur le Walk of Fame le 8 novembre 2011. Elle a également reçu de nombreuses distinctions, dont trois Grammy Awards, quatorze Latin Grammy Awards, sept Billboard Music Awards, trente-neuf Billboard Latin Music Awards, cinq MTV Video Music Awards (dont le Michael Jackson Video Vanguard Award 2023) et un Livre Guinness des records[pas clair].

## Biographie

### Jeunesse

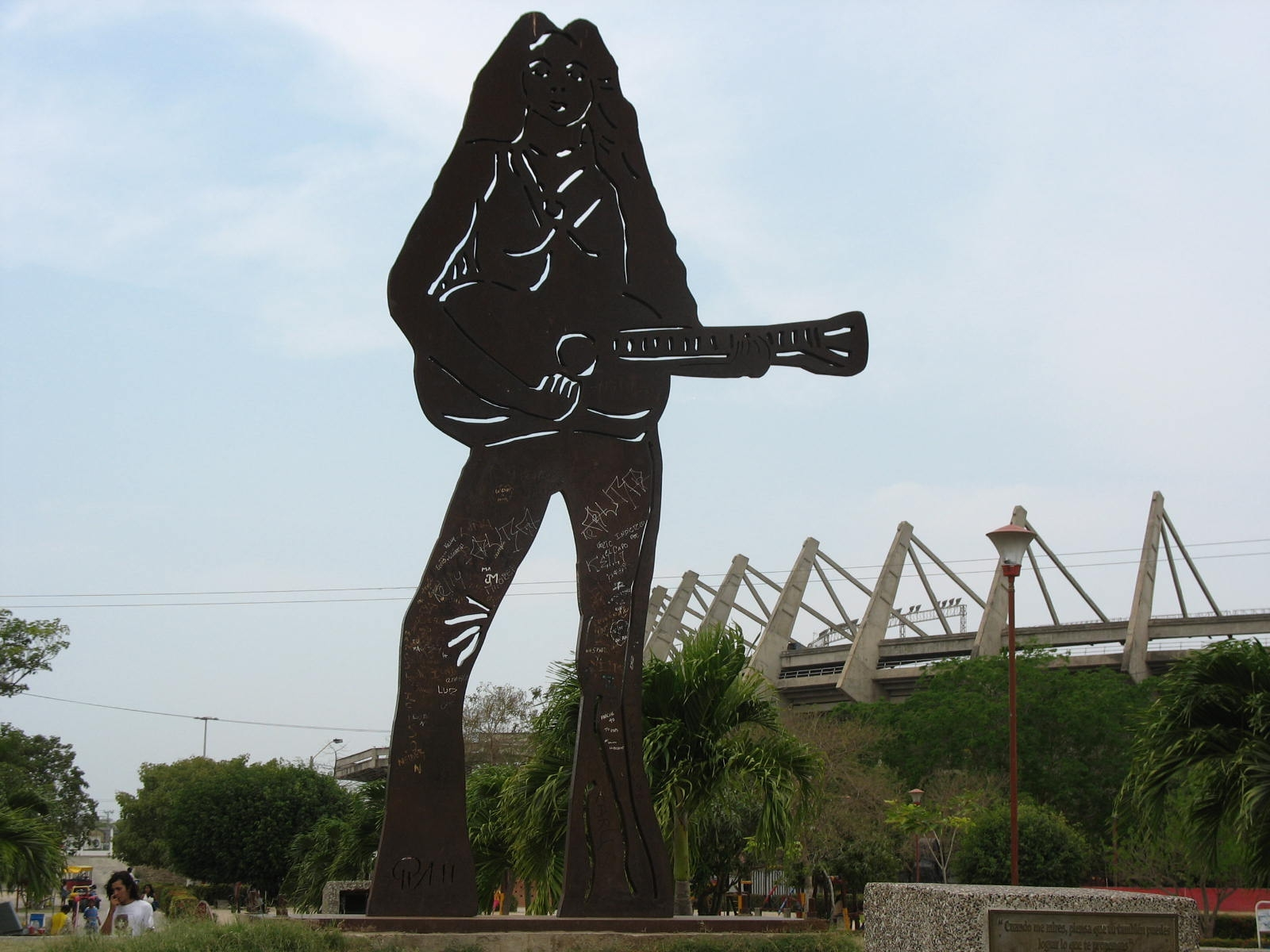
Statue représentant Shakira à Barranquilla, en Colombie.

Shakira Isabel Mebarak Ripoll naît le 2 février 1977, à Barranquilla, ville portuaire de Colombie située au bord de la mer des Caraïbes, d'une mère colombienne, Nidia del Carmen Ripoll Torrado (d'ascendance espagnole, tant catalane que castillane), et d'un père libanais, William Mebarak Chadid, né à New York, d'un père de Zahlé et d'une mère de Tannourine,,. Enfant, elle est diagnostiquée hyperactive et elle se fait prescrire de la Ritaline, qu'elle confie toujours prendre à l'âge adulte. C'est à la suite de ce diagnostic qu'elle commence à s'intéresser à la danse, qui lui permet de s'exprimer et de canaliser son énergie. Dès l'âge de huit ans, elle compose sa première chanson, Tus gafas oscuras, dédiée à son père qui portait des lunettes pour cacher sa tristesse d'avoir perdu un fils. Elle se présente à de nombreux concours et shows télévisés de sa région, notamment dans l'émission hebdomadaire Vivan los niños.
Grâce à sa productrice Monica Ariza, elle passe une audition devant Ciro Varga, qui propose la démo de Shakira à un producteur artistique de Sony. Ce dernier n'étant pas convaincu par la jeune chanteuse, un piège est tendu aux dirigeants de Sony : ils sont ainsi amenés dans un bar à Bogota où Shakira interprète trois chansons. Séduits, ils signent alors un contrat pour enregistrer trois disques .

### DeMagiaàMTV Unplugged(1991–1999)
Alors qu'elle est âgée de 13 ans à peine, le premier album de Shakira, Magia, est commercialisé le 24 juin 1991 en Colombie. Le disque n'est pas un grand succès commercial, mais permet à Shakira de se faire un nom dans son pays. À 16 ans, elle sort son deuxième album, Peligro. L'album se vendant mal, Shakira décide d'en arrêter la promotion malgré l'interprétation de la chanson Eres au festival Viña del Mar (Chili), récompensée d'une 3e place. Sa maison de disques lui fait comprendre que le troisième album prévu dans le contrat sera décisif. La chanteuse décide alors de faire une pause afin de se concentrer sur ses études. Elle apparaît toutefois de 1994 à 1997 dans la série télévisée El Oasis, où elle chante le générique avec un des autres acteurs. En 1996, l'album Pies descalzos fait d'elle une star en Amérique latine et en Espagne, grâce notamment au single Estoy aquí. Cinq millions d'exemplaires sont vendus et elle remporte trois Billboard Latin Music Awards, dont celui de l'album et de la révélation de l'année.
Deux ans plus tard, paraît l'album ¿Dónde están los ladrones?, avec Emilio Estefan Jr. comme producteur exécutif et Shakira elle-même comme productrice artistique. L'album, avec les chansons Ciega, sordomuda et Ojos así (en duo avec le chanteur égyptien Amr Diab), augmente sa popularité et se vend à sept millions d'unités. Elle remporte deux Latin Grammy Awards, dont celui de la catégorie « Artiste de l'année ». Le live MTV Unplugged est enregistré le 12 août 1999 en Colombie, pendant une émission spéciale de la chaîne MTV. C'est un nouveau succès, avec cinq millions de disques vendus. Elle commence alors à apprendre l'anglais et entame la tournée Tour Anfibio au printemps suivant.

### Star mondiale et révélationLaundry Service(2001–2003)

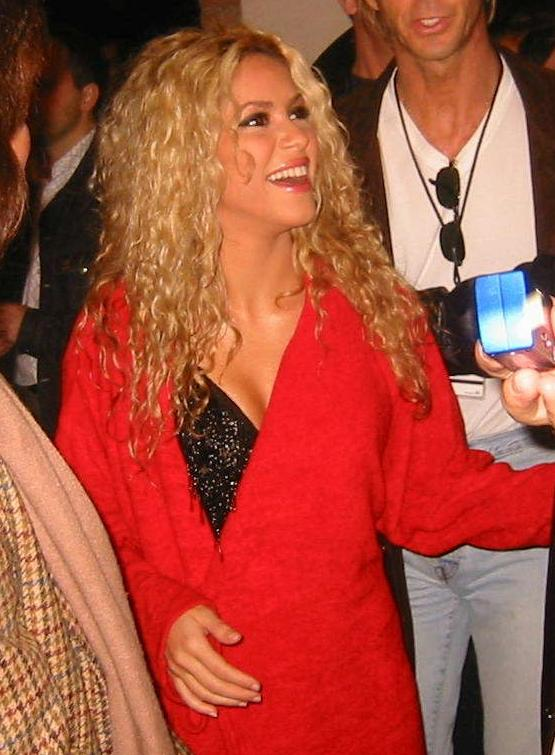
Shakira, en 2003.

En 2001, Shakira s'associe avec le producteur Emilio Estefan, mari de la chanteuse Gloria Estefan, pour créer l'album Laundry Service qui réalisera son rêve de carrière internationale. Whenever, Wherever, le premier single, connaît un succès mondial, tout comme sa version espagnole Suerte, devenant la chanson la plus vendue de l'année 2002 avec huit millions d'exemplaires,. Le single suivant, Underneath Your Clothes, suit le même succès en devenant le 6e titre le plus vendu de 2002 avec cinq millions d'exemplaires et conforte Shakira à la place de nouvelle star mondiale. Les chansons suivantes rencontrent également le succès: Objection (Tango), The One, Te Dejo Madrid et Que me quedes tu.
L'album, le plus vendu de la chanteuse, en date de 2012, s'écoule à 20 millions d'exemplaires dans le monde. Pour permettre à son nouveau public international de connaître ses anciennes chansons parues en Amérique latine et en Espagne, sa maison de disques édite une compilation, Grandes éxitos, qui sort le 5 novembre 2002. Trois jours plus tard, le 8 novembre 2002 à San Diego, la chanteuse commence une tournée mondiale de plus de soixante dates, Tour of the Mongoose qui s'achève à Caracas le 11 mai 2003. Le DVD Live and off the Record, enregistré à Rotterdam le 22 avril 2003, est issu de cette tournée.

### Fijación Oral Vol. 1et2, etShe Wolf(2005–2009)

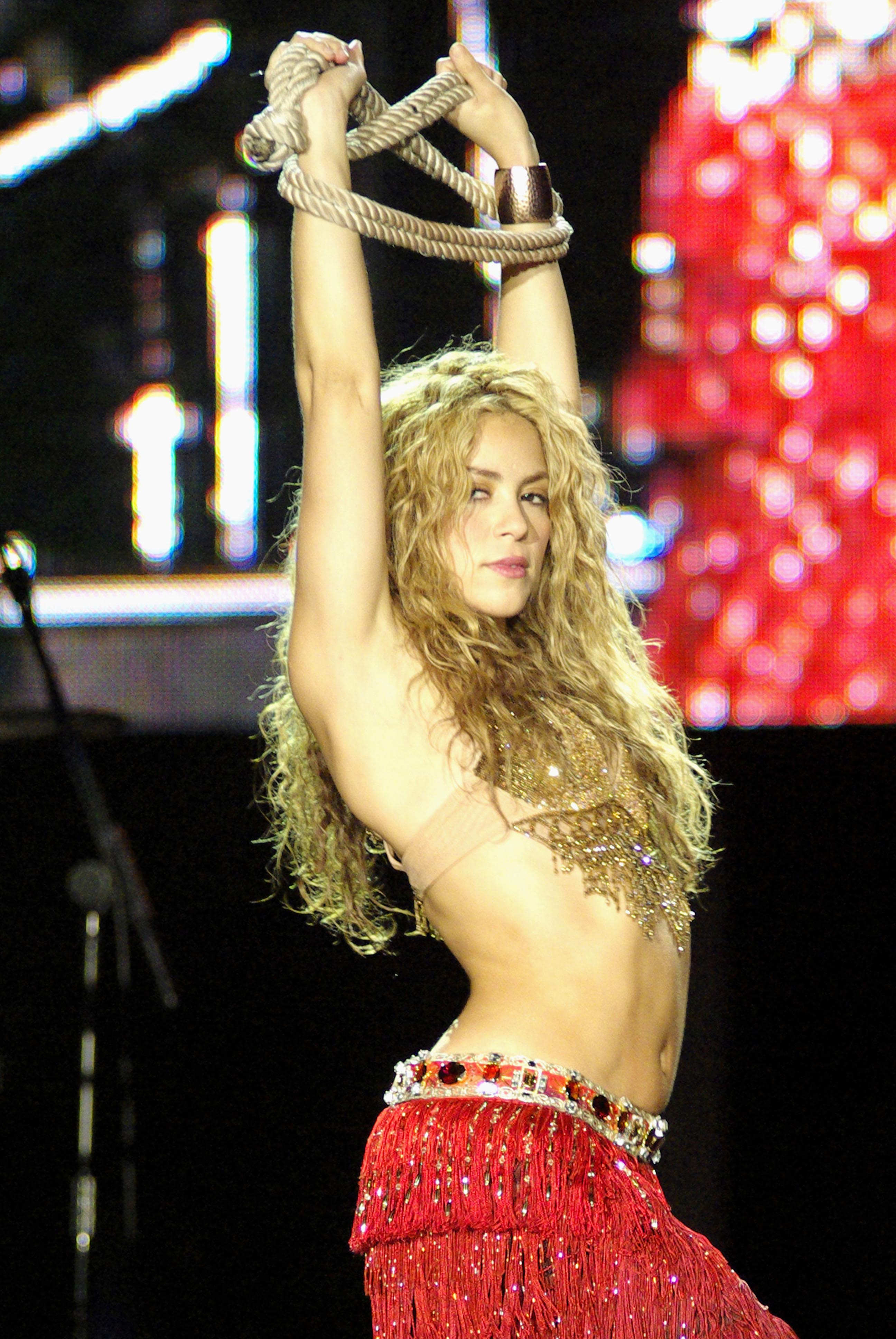
Shakira à Rock in Rio, Madrid, en 2008.

En 2005, Shakira revient avec La tortura (un titre reggaeton qu'elle interprète avec Alejandro Sanz), qui introduit un album en deux volumes, Fijación oral vol. 1, en espagnol, sorti le 6 juin, et Oral Fixation Vol. 2, en anglais, le 29 novembre. La Tortura est un succès, plus de cinq millions et demi d'exemplaires sont vendus et il est le cinquième plus grand succès de l'année 2005. Les chansons No, Dia de enero, La pared et Las de la intuicion poursuivent la promotion de l'album espagnol Fijación Oral Vol. 1, qui se vend à quatre millions d'unités à travers le monde. Don't Bother, aux sonorités rock, est le premier single de Oral Fixation Vol. 2.
En février 2006, elle enregistre un duo avec Wyclef Jean, Hips Don't Lie, et intègre la chanson à l'album. Le titre deviendra le plus grand succès de la décennie, se classant premier dans 55 pays et se vendant à plus de dix millions d'exemplaires. Elle en interprète un remix le 9 juillet pour la finale de la Coupe du monde de football de 2006. L'album connaît alors un regain d'intérêt et comptabilise huit millions de ventes, promu ensuite par le single Illegal en duo avec Carlos Santana. Le 14 juin 2006, Shakira commence sa nouvelle tournée, Oral Fixation Tour, à Saragosse en Espagne, pays dans lequel elle restera jusqu'en juillet avant de continuer en août et septembre aux États-Unis. Le DVD Live in Miami - Oral Fixation Tour sortira le 12 novembre 2007. Au printemps 2007, Shakira figure sur la réédition de l'album B'Day de Beyoncé, avec qui elle interprète en duo Beautiful Liar, un titre RnB, qui remporte un franc succès. Fin 2007, elle compose deux chansons, Hay amores et La Despedida, pour la B.O. du film L'Amour aux temps du choléra, tiré du roman éponyme de l'auteur colombien et ami de Shakira, Gabriel García Márquez. En 2008, des parfums sont commercialisés en partenariat avec la compagnie Puig,.
La chanteuse travaille ensuite sur son prochain album en anglais, s'entourant du producteur Pharrell Williams et de Wyclef Jean avec qui elle avait déjà collaboré pour le tube Hips Don't Lie. En juin 2009, paraît le titre Loba (She Wolf en version anglaise) qui marque une nouvelle orientation musicale, proche du disco des années Studio 54. Produit en partie par The Neptunes, l'album She Wolf sort le 5 octobre 2009 (sauf aux États-Unis où sa sortie est repoussée au mois de novembre 2009, accompagnée d'un duo avec Lil Wayne produit par Timbaland, Give It Up to Me). Prenant un tournant artistique, Shakira mêle dans cet album des sonorités électropop (She Wolf, Did It Again), électro (Men In This Town), jazz (Spy, en duo avec Wyclef Jean) et RnB (Long Time).
Les singles suivants sont Did It Again et Gypsy. La vidéo de ce dernier fait beaucoup parler d'elle avant même sa diffusion. Le tennisman Rafael Nadal y est le partenaire de Shakira, ce qui fait alors naître la rumeur d'une idylle naissante dans de nombreux tabloïds, bien que la chanteuse soit à l'époque en couple avec Antonio de la Rúa.

### Waka WakaetThe Voice US(2010–2013)

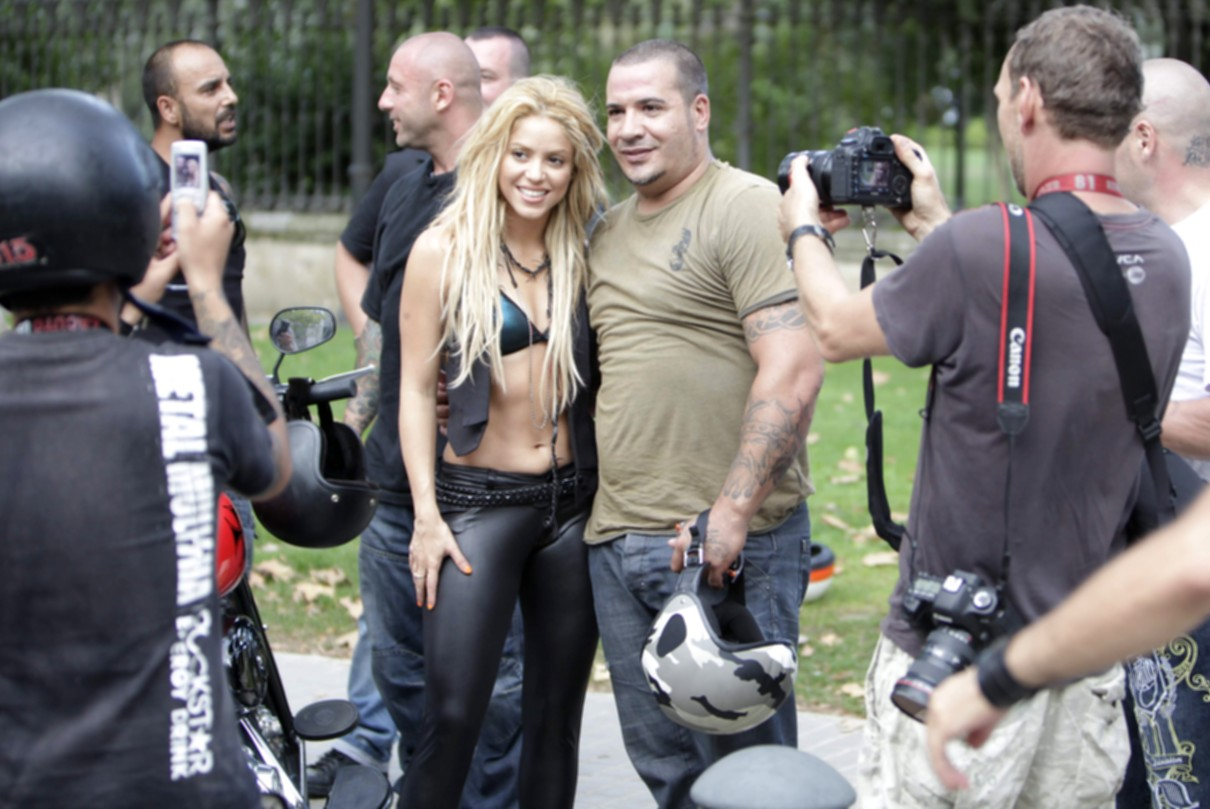
Shakira le 19 août 2010 à Barcelone, lors du tournage du clip de Loca.

Le 10 juin 2010, Shakira participe au concert d'inauguration de la Coupe du monde de football de 2010 en Afrique du Sud avec d'autres artistes comme Alicia Keys, John Legend et Black Eyed Peas. La chanson Waka Waka (This Time for Africa), spécialement enregistrée pour l'occasion avec le groupe sud-africain Freshlyground, est la musique officielle de la compétition. Comme en 2006, Shakira participe également à la cérémonie de clôture qui se déroule le 11 juillet. La chanson est un succès mondial et permet à Shakira de revenir au premier plan après les ventes moyennes de l'album She Wolf. Waka Waka se vend à cinq millions d'exemplaires, se classe premier dans une quarantaine de pays et le clip devient la 3e vidéo la plus vue de tous les temps sur YouTube.

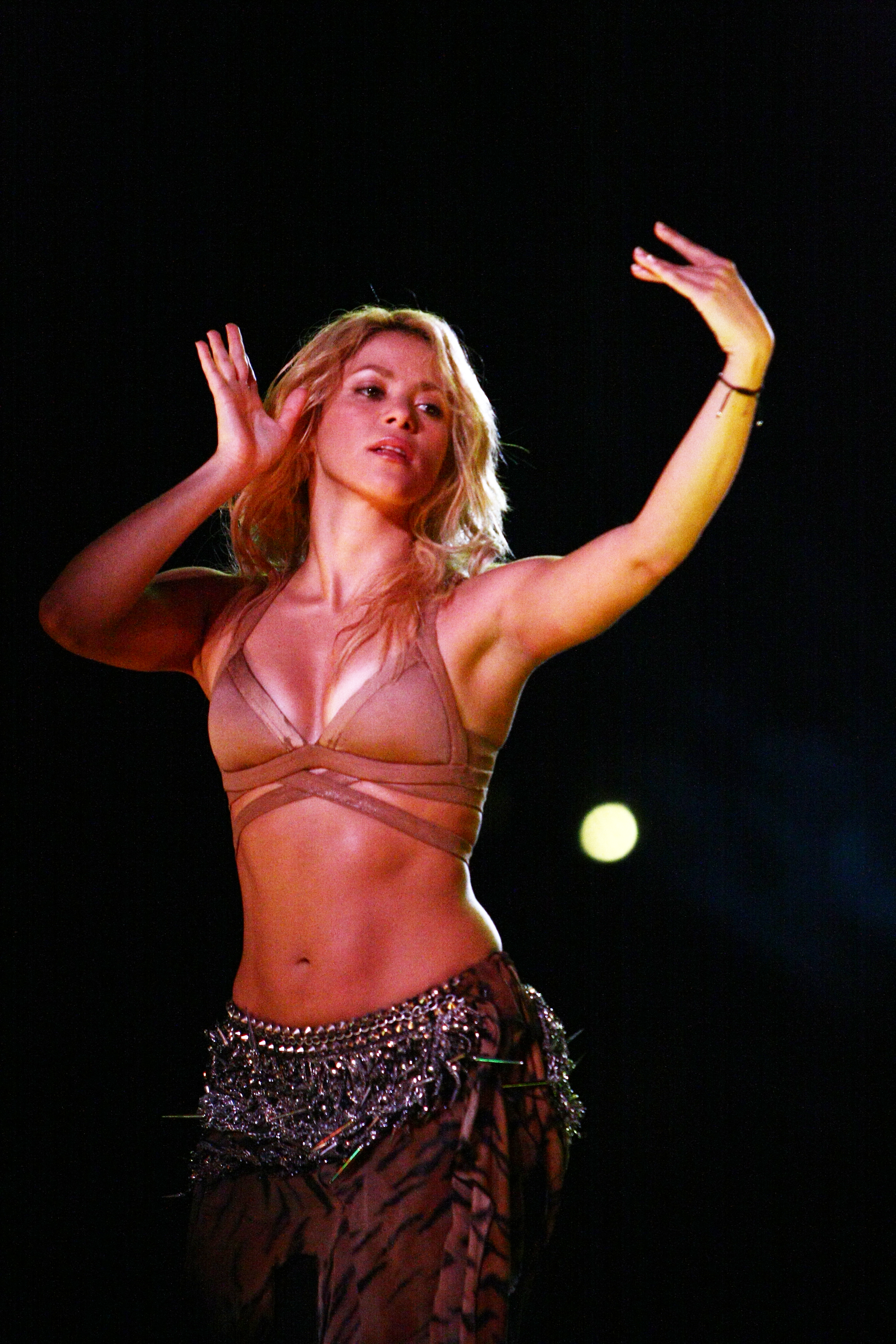
Shakira, au Grand Prix automobile de Singapour, en 2011.

Son septième album (bilingue), Sale el sol, sort le 18 octobre 2010, avec comme premier single Loca, disponible en version anglaise (avec le rappeur britannique Dizzee Rascal) et espagnole (avec le rappeur dominicain El Cata, auteur de la version originale de la chanson). La chanson est un succès en France où elle se classe numéro un des téléchargements ; elle est par ailleurs à la huitième place des chansons les plus vendues de l'année 2010 (la première place allant à Waka Waka). Les singles suivants sont Sale el sol et Rabiosa. Ce dernier, comme Loca, bénéficiera de deux versions, l'une en espagnol avec El Cata, auteur de la chanson, et l'autre en anglais, avec Pitbull. La chanson atteint la sixième place des charts français.
Alors que l'album Sale el sol atteint les quatre millions de ventes, Shakira obtient son étoile sur le Walk of Fame le 8 novembre 2011. Un mois plus tard paraît le DVD du The Sun comes out World Tour, enregistré à Paris, soutenu par le titre Antes de las seis. Elle enregistre une reprise de Je l'aime à mourir de Francis Cabrel, chanson qu'elle avait interprétée lors de ses concerts à Genève et à Paris. En décembre 2011, la chanson entre directement à la première place des charts français pour y rester six semaines consécutives.
Au printemps 2012 paraît le cinquième single de Sale el sol, Addicted to You, suivi durant l'été par Get It Started, le premier single du nouvel album de Pitbull, en duo avec Shakira. En 2013, elle participe à la quatrième saison de The Voice US. En effet, elle remplace la coach régulière Christina Aguilera. Le chanteur Usher remplace quant à lui Cee Lo Green. Adam Levine et Blake Shelton restent dans leurs fauteuils de coaches de The Voice. La quatrième saison débute le 25 mars 2013.

### ShakiraetEl Dorado(2014–2020)

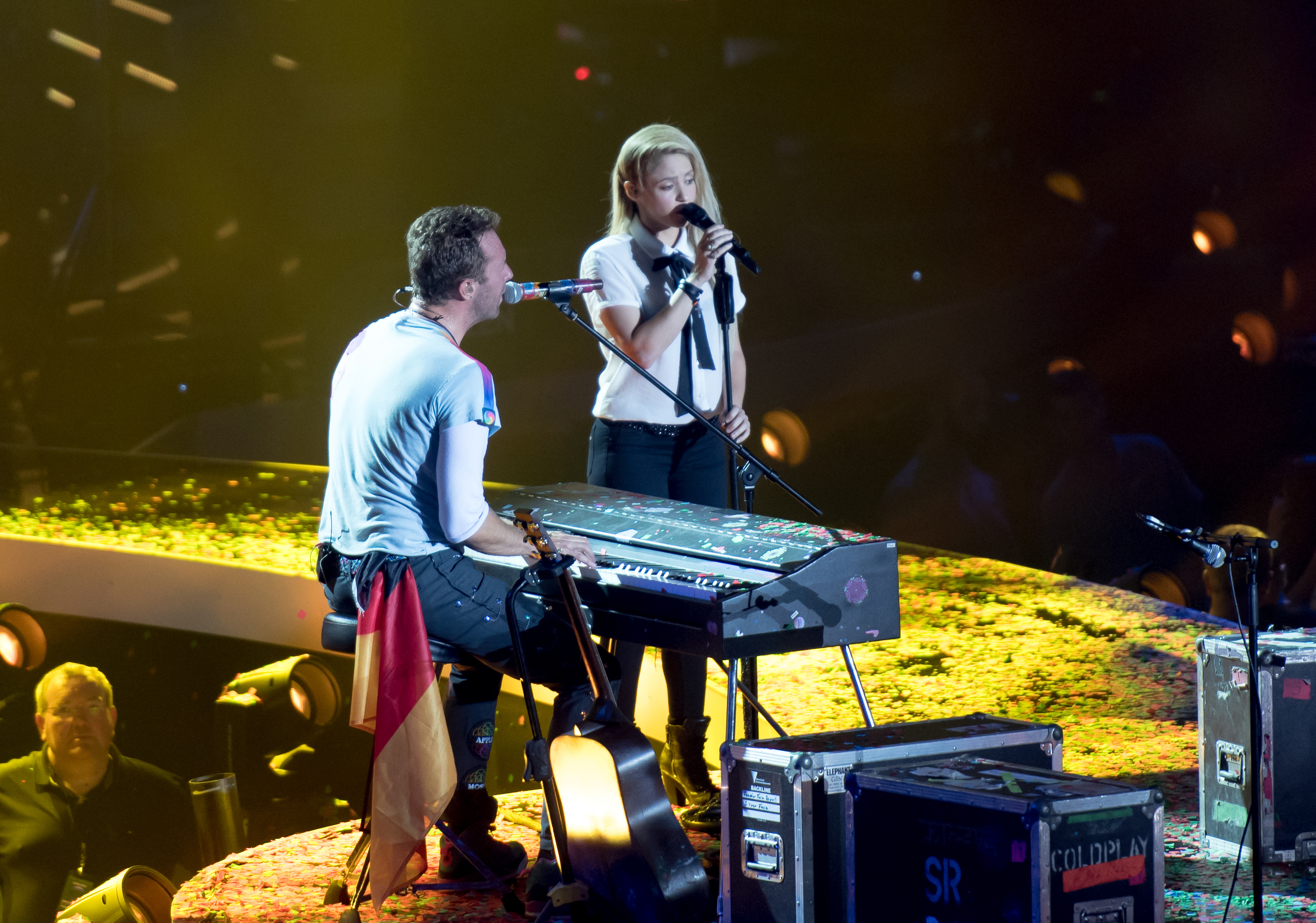
Shakira et Chris Martin en Allemagne en 2017.

En novembre 2011, Shakira déclare à propos de son dixième album : « J'ai déjà commencé à écrire de nouveaux morceaux que j'ai commencé à explorer dans le studio d'enregistrement à chaque fois que j'ai du temps à Barcelone et ici à Miami, je travaille avec différents producteurs et DJs… et j'essaie de trouver de nouvelles sources d'inspiration et de motivation. J'ai hâte de retourner en studio. Mon corps demande cela[réf. nécessaire]. » Elle travaille avec des producteurs tels que Benny Blanco, Tiësto, RedOne, Max Martin, Dr. Luke, LMFAO, Akon, Fernando Garibay, Sia, Ester Dean, Skrillex, The Runners, The Dream et Shea Taylor. À l'origine, le premier titre de son nouvel album devait être une chanson nommée Truth or Dare. Le clip est filmé à Lisbonne le 29 juin 2012. Mais en raison de sa grossesse inattendue, la sortie du single est reportée. Peter Edge, le PDG de RCA Records, déclare au magazine Billboard en octobre 2013: « Il y a cette nouvelle chanson de Shakira qui va être un événement unique, nous prévoyons de la dévoiler avant la fin de 2013. » Néanmoins, le titre Can't Remember to Forget You est reporté au 13 janvier 2014 et l'artiste en vedette est Rihanna. Le dixième opus de la star dont ce morceau est extrait s'intitule Shakira et sort le 24 mars 2014 en France.
Le 24 février 2014, Shakira publie un nouveau titre promotionnel intitulé Empire et le 14 avril de la même année, elle dévoile le troisième single Dare (La La La). Elle interprète ce titre en duo avec Carlinhos Brown, réarrangé spécialement pour l'événement, le 13 juillet 2014 lors de la cérémonie de clôture de la  Coupe du monde de football de 2014. Le 18 juillet, elle devient la seule personnalité à dépasser les cent millions de mentions « J'aime » sur Facebook. Plus tard dans le mois, elle est élue « femme la plus sexy de 2014 » par le magazine Men Health.
En février 2017 sort Deja vu, sa participation auprès du chanteur de bachata Prince Royce.

### Me gustaetGirl Like Me(2020)
Le 2 février 2020, Shakira se produit sur la scène du Super Bowl lors de la mi-temps avec une autre chanteuse latina, Jennifer Lopez. La performance est vue 200 millions de fois sur Youtube et est ainsi devenue la performance de mi-temps du Superbowl la plus vue de tous les temps sur la plateforme.
À la suite de cela, Shakira annonce une tournée mondiale pour 2021.
Quelques semaines avant leur performance, la chanteuse sortait un tout nouveau titre, le premier depuis 2018, avec le chanteur et rappeur Anuel AA, Me Gusta. Le clip comptabilise plus de 100 millions de vues.
Plus tard, elle chantera avec les Black Eyed Peas sur Girl Like Me où sa performance vocale est saluée par la critique. Le titre est l'un des préférés de l'album selon les fans.

### Dancing With MyselfetLas mujeres ya no lloran(depuis 2021)
En janvier 2021, Shakira vend son catalogue de 145 chansons au Hipgnosis Songs Fund. Les détails financiers de la vente n'ont pas été divulgués. Le 16 juillet 2021, Shakira sort un single intitulé Don't Wait Up, sa première chanson en anglais depuis Try Everything (2016).
Le 21 avril 2022, elle sort la chanson Te felicito avec le chanteur Rauw Alejandro, comme premier single de son douzième album studio à venir. En mai, elle est honorée par l'Ivors Academy au Royaume-Uni avec le prix spécial des Ivor Novello Awards pour l'écriture de chansons célébrant son écriture de chansons en anglais et en espagnol et ouvrant la voie aux artistes latins. À la fin du mois, le concours de danse Dancing with Myself, dans lequel Shakira a été productrice exécutive et juge, aux côtés de Liza Koshy et Nick Jonas, est diffusé sur la chaîne Américaine NBC. Le concours sera annulé après une saison. En juin, Shakira, les Black Eyed Peas et David Guetta sortent le titre Don't You Worry. En octobre, elle sort « Monotonía », une collaboration avec Ozuna, en tant deuxième single de son prochain album.
Le 11 janvier 2023, Shakira sort le single Shakira : Bzrp Music Sessions, Vol. 53 , une collaboration avec le DJ argentin Bizarrap. Le single devient numéro un dans 16 pays, bat 14 records du monde Guinness, et atteint la neuvième place du classement Américain Billboard Hot 100, marquant le cinquième top dix de Shakira aux États-Unis et son premier en plus de 15 ans. ans, depuis « Beautiful Liar » (2007). Elle est devenue la première femme dans l'histoire des États-Unis à lancer une chanson en espagnol dans le top dix du classement. La chanson atteint la deuxième place du Billboard Global 200. Ce titre est une diss track destiné à son ex-partenaire, le footballeur espagnol Gerard Piqué.
Le 24 février 2023 sort le single TQG en duo avec Karol G. Il devient le sixième top dix de Shakira, son deuxième top dix de 2023 et le single le plus récent aux États-Unis, classé numéro 7. Il bat le record du monde Guinness du morceau en langue espagnole le mieux classé par une femme aux États-Unis. Le titre fait ses débuts au sommet du classement Billboard Global 200, devenant  son premier numéro un ainsi que celui de Karol G.
Le 11 mai, Shakira sort le titre Acróstico comme cinquième single de son prochain album. Une deuxième version de la chanson mettant en vedette les voix de ses enfants Milan et Sasha sort trois jours plus tard. En juin, c'est le titre Copa Vacía en duo avec le chanteur colombien Manuel Turizo qui suit comme prochain single. Elle continue sur sa lancée en sortant un septième single « El Jefe », une collaboration avec le groupe régional mexicain américain Fuerza Regida, le 21 septembre 2023.
Lors de la 24e édition des Latin Grammy Awards, Shakira reçoit sept nominations, dont celle du disque de l'année et de la chanson de l'année. Elle devient la première artiste de l'histoire de la cérémonie de remise de prix à recevoir trois nominations pour la chanson de l'année en une seule cérémonie - avec les titres Shakira: BZRP Music Sessions, Vol. 53, TQG et Acróstico. Shakira remporte finalement les prix de la chanson de l'année et de la meilleure chanson pop pour « Shakira: Bzrp Music Sessions, Vol. 53 » et la meilleure performance urbaine/fusion pour « TQG ».
Son douzième album studio Las mujeres ya no lloran sort le 22 mars 2024 sous le label Sony Music Latin. Il s'agit de son premier album studio en près de sept ans, après El Dorado (2017). Shakira a qualifié le processus créatif d'« alchimique » et déclare avoir transformé ses « larmes en diamants » et sa « vulnérabilité en force ». L'album reçoit des critiques généralement positives de la part des critiques musicaux,,,.
Le 22 mars 2024, soit le jour de la sortie de l'album, Shakira dévoile simultanément son huitième single « Puntería » en duo avec Cardi B.
Trois jours plus tard le 25 mars 2024, Shakira annonce sur les réseaux sociaux que le clip pour le titre « (Entre Paréntesis) », un duo avec Grupo Frontera serait dévoilé dans l'heure, faisant de ce dernier le neuvième single de l'album.
En septembre 2024, Shakira fait une apparition dans le nightclub LIV de Miami en compagnie de plusieurs artistes et influenceuses. Elle y a présenté des extraits de son futur single en exclusivité et tourné des scènes de son futur clip. Le 20 septembre 2024, Shakira annonce officiellement la sortie de son prochain single Soltera sur les réseaux sociaux en dévoilant la pochette du single sur laquelle figurent la chanteuse brésilienne Anitta, la chanteuse mexicaine Danna Paola et l'influenceuse Lele Pons. Le single est alors mis en ligne dans la nuit du 25 au 26 septembre en France.

## Style musical et influences

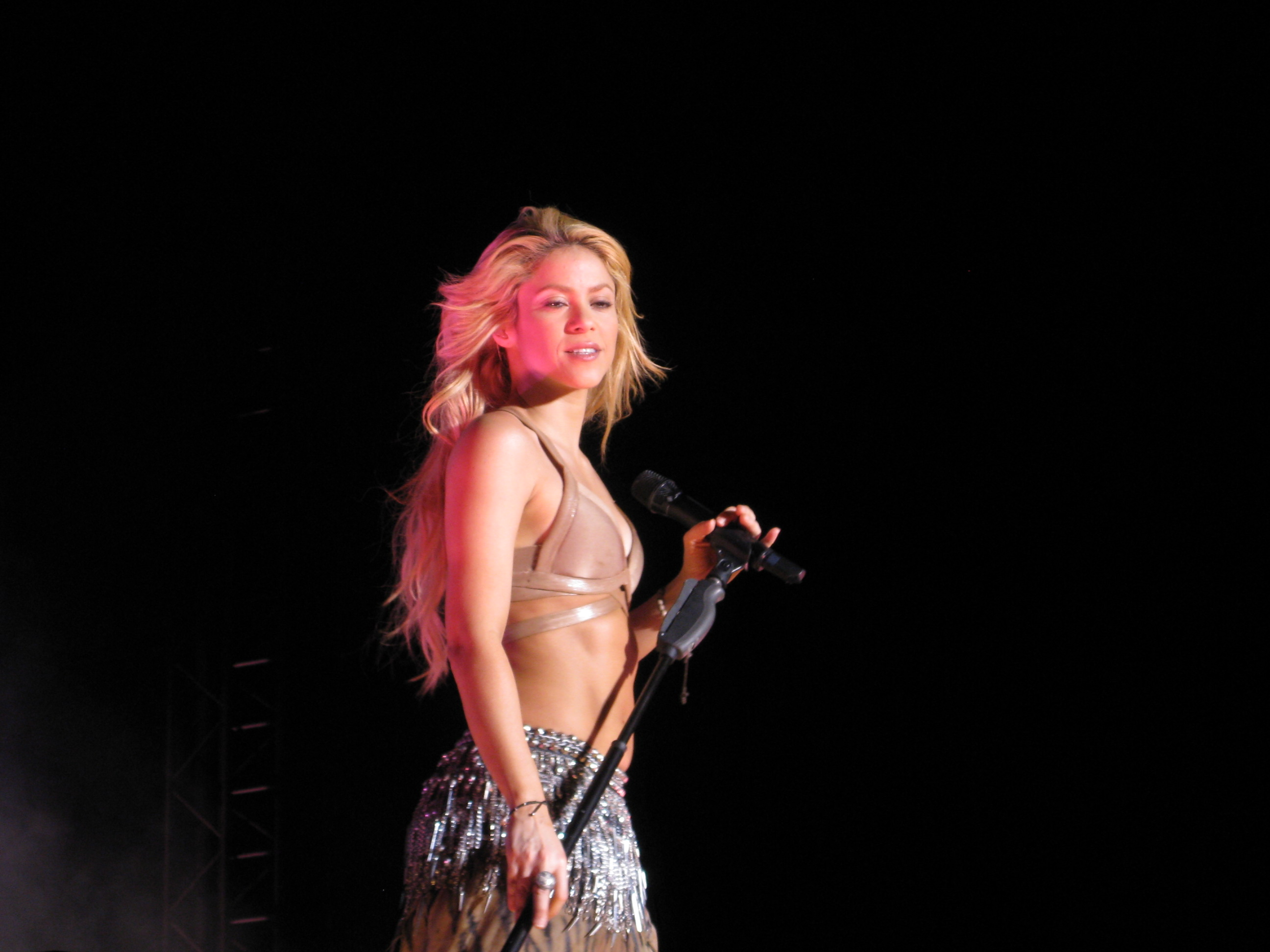
Shakira en 2011.

Sa langue maternelle est l'espagnol, mais elle parle aussi couramment l'anglais, le portugais, elle sait s'exprimer en français et a des notions d'italien et d'arabe. Célèbre pour mélanger différents types de musique comme le folk, la pop ou encore le rock, elle déclara, un jour : « Ma musique est une fusion de plusieurs éléments différents. Et je suis toujours là à faire des expérimentations. Alors j'essaie de ne pas me limiter ou de me mettre dans une catégorie, ou... être l’architecte de ma propre prison ». Ses précédents albums en espagnol, y compris Pies descalzos et ¿Dónde están los ladrones?, sont des mélanges de musique folk et de rock latino, tandis que son album anglophone Laundry Service et ses derniers albums sont davantage influencés par le folklore latino-américain. Son album de 2009, She Wolf est plus electro-pop, avec des touches de world music, alors que Sale el sol propose un retour à ses débuts, entre ballades (Lo que más, Sale el sol, Antes de la Seis), chansons plus rock (Tu Boca, Devoción), et chansons rythmées latino (Loca, Rabiosa, Addicted to you),.
Ayant grandi en écoutant beaucoup de musique orientale, celle-ci influence bon nombre de ses œuvres, comme Ojos así. Elle choisit également un thème indien pour sa performance de Hips Don't Lie aux MTV Video Music Awards 2006. Elle avoue d'ailleurs que « beaucoup de mes mouvements appartiennent à la culture arabe », et cite souvent ses parents comme contributeurs majeurs de son influence musicale. Durant son enfance, Shakira préférait écouter du rock, comme Scorpions, Metallica, AC/DC, Guns N' Roses, Aerosmith, Led Zeppelin, The Beatles, Nirvana, The Police et U2, tout en vouant une admiration particulière à John Lennon. Elle aurait également été profondément influencée par Madonna, Gloria Estefan, Prince, The Rolling Stones, The Who, The Pretenders, Red Hot Chili Peppers, The Cure, Tom Petty, Depeche Mode, The Clash et Ramones,.

## Danse

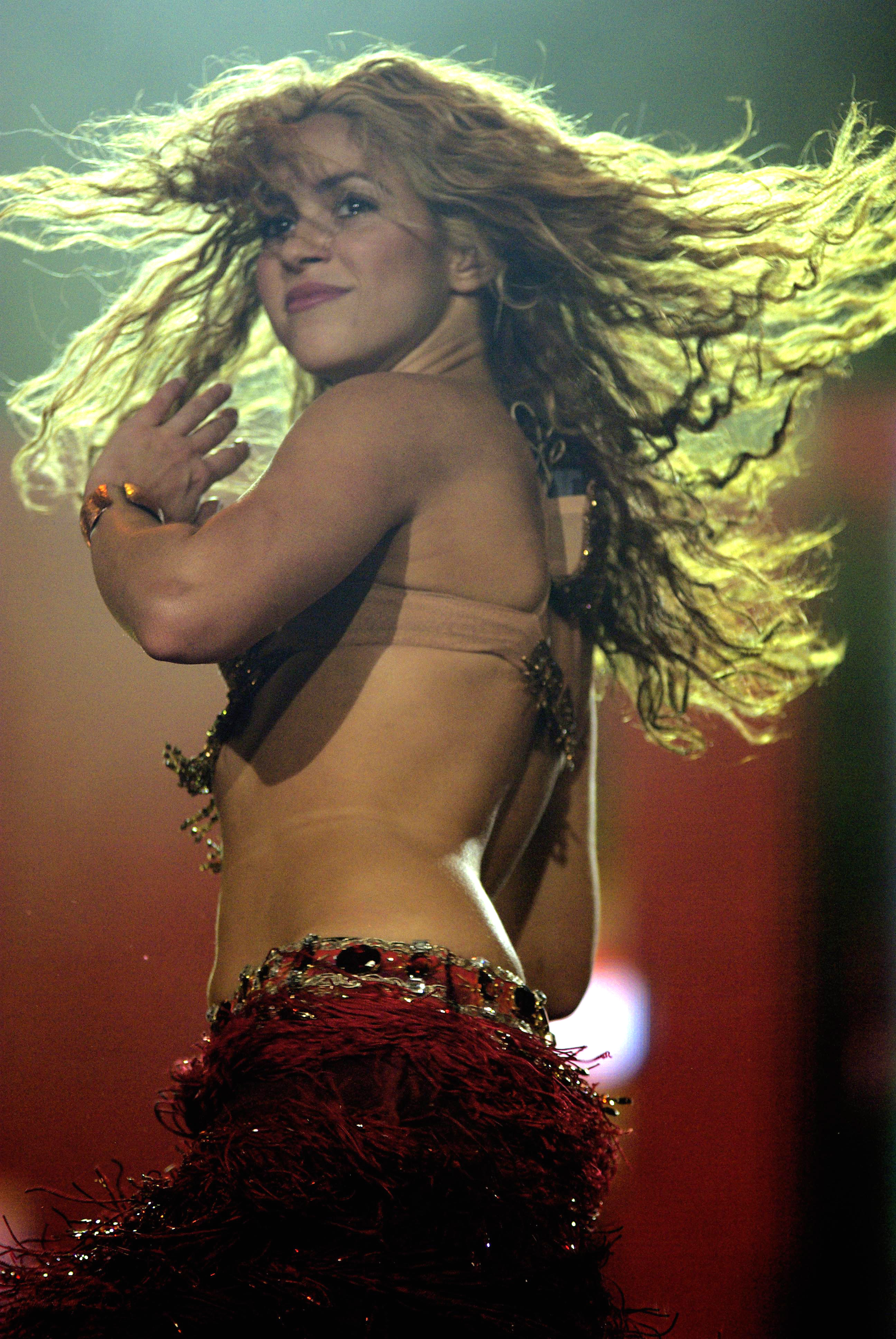
Shakira en train de danser au Rock in Rio en 2009.

La chanteuse est connue pour sa danse du ventre et ses mouvements lascifs dans ses clips vidéos et ses performances lives. Shakira déclare avoir vu ce type de danse pour la première fois dans un restaurant oriental où elle se trouvait avec son père. Dès qu'elle a entendu le son du doumbek, le tambour qui accompagne les danseurs de ce genre, « un instinct naturel m'a poussée à me déhancher et à bouger mon nombril. Je suis tombée amoureuse de la sensation d'être sur scène et danser comme ça ». Dès cet instant, l'artiste répète tous les vendredis à l'école catholique où elle étudie, « Même si je dansais dans des costumes montrant mon ventre, les nonnes considéraient cette chorégraphie comme un art. » Plus tard, sa grand-mère libanaise lui apprend de nouveaux mouvements. Dans une interview accordée à MTV, Shakira déclare qu'elle avait l'habitude d'essayer de tirer à pile ou face avec son nombril. Pour varier ses danses, elle s'inspire des films de Bollywood. Sa chorégraphie s'est améliorée avec le temps et, très vite, a pu exécuter de nombreux mouvements de danse du ventre.
On attribue à la chanteuse le mérite d'avoir introduit ce type de danse dans la pop culture,. Pour les MTV Video Music Awards 2006, elle collabore avec la chorégraphe Farah Khan, avec qui elle avait travaillé pour Hips Don't Lie, pour apprendre le style traditionnel indien. Elle travaille également avec Bozenka et Jamie King pour créer diverses chorégraphies. La chanteuse est chargée de chorégraphier le clip de Beautiful Liar, en collaboration avec Beyoncé. Cette dernière déclare que travailler avec Shakira « était une expérience fantastique ». Pour She Wolf, l'interprète déclare s’être « beaucoup entraînée pour cette vidéo, presque un mois. Je voulais être belle et ne pas avoir honte de moi. Tous mes muscles étaient douloureux ». Pour Did It Again, elle engage un spécialiste islandais et s'inspire des danseurs marocains du XIXe siècle,.

## Humanitaire

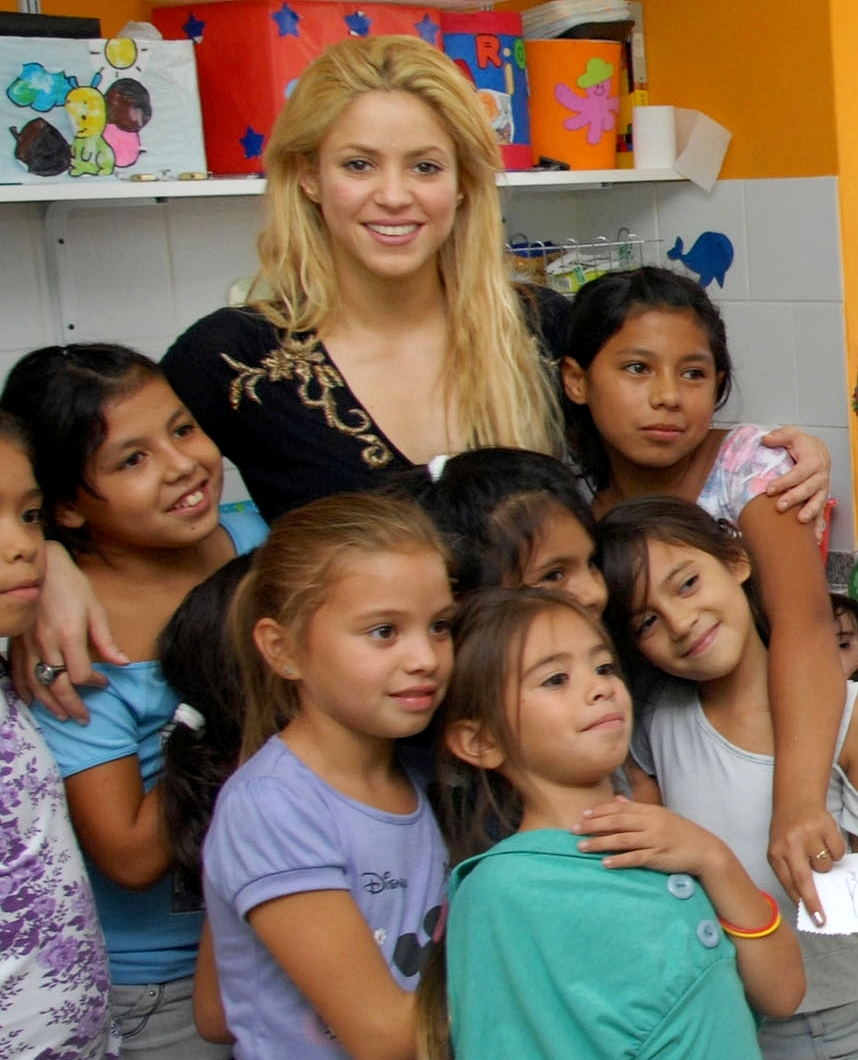
Shakira dans un centre d'aide à la petite enfance, Buenos Aires, 2011.

Le nom de la fondation que Shakira crée à 18 ans, en faveur des enfants colombiens défavorisés, est le même que celui de son 3e album, Pies Descalzos. Elle finance l'ouverture d'écoles et le don de nourriture à ceux dont les familles ont été la proie de groupes armés. Le 24 octobre 2003, à 26 ans, elle devient la plus jeune ambassadrice de l'Unicef.
Le 3 avril 2006, elle est récompensée par l'ONU pour son travail humanitaire. Le 27 avril de la même année, aux Latin Billboard Awards, elle est honorée par le Spirit of Hope Award pour son action au sein de sa fondation. Le 12 décembre 2006, Shakira poursuit son combat pour les enfants et inaugure la fondation ALAS (América Latina Acción Solidaria) avec l'aide de nombreux artistes latino-américains, qui vise à donner accès à l'éducation aux enfants défavorisés d'Amérique Latine.

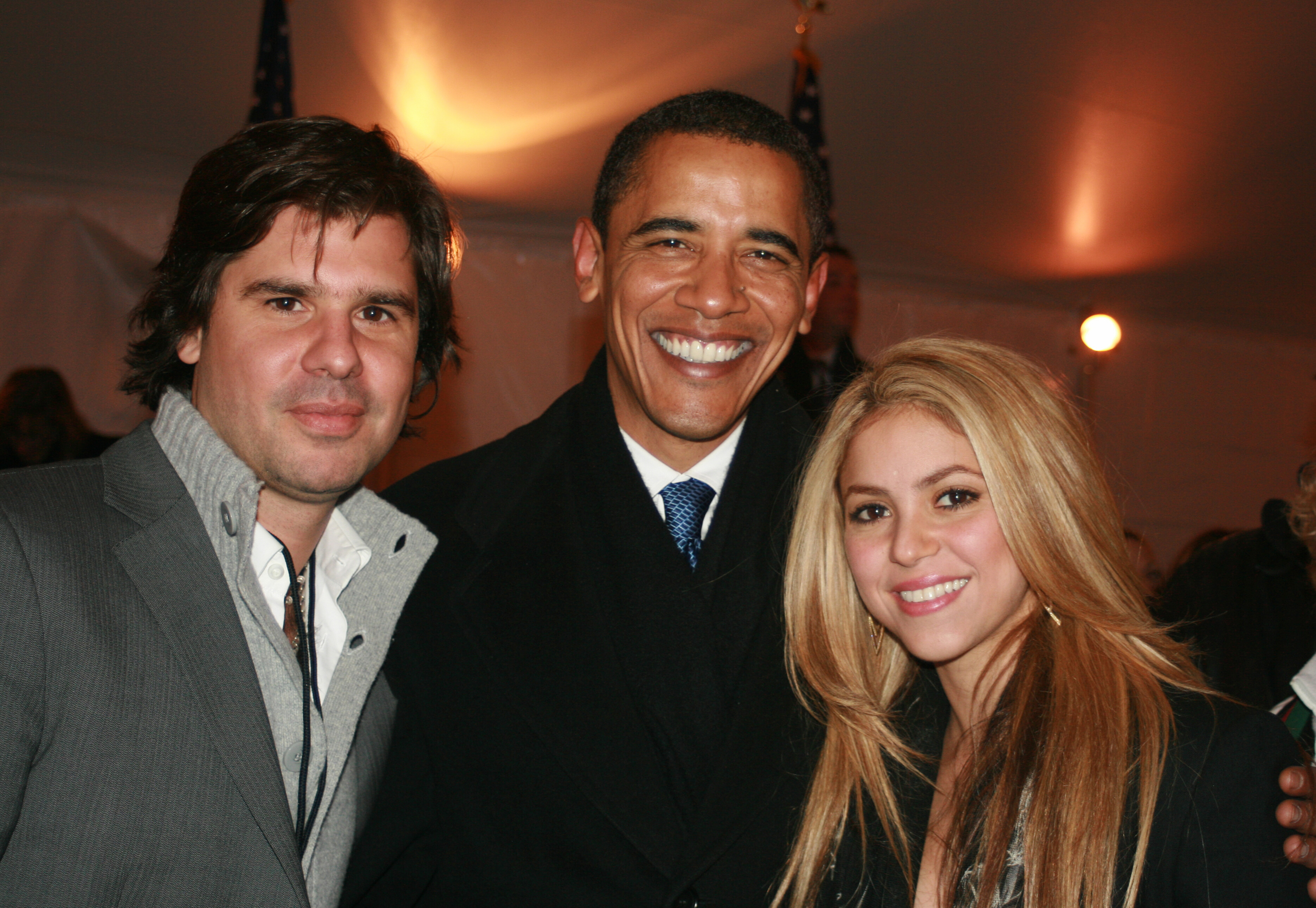
Shakira accompagnée d'Antonio De La Rua, son ancien compagnon, et de Barack Obama en 2009.

Le 22 février 2010 elle lance un programme de financement de 300 millions $ pour un plan de développement destiné aux enfants d'Amérique Latine, en partenariat avec la Banque mondiale, nommé Initiative en faveur de la petite enfance : un investissement pour la vie. Ce plan doit permettre de donner accès à une alimentation décente, aux soins, ainsi qu'à l'éducation à tous les enfants d'Amérique Latine de leur naissance jusqu'à leurs six ans. À cette occasion, elle rencontre à la Maison-Blanche le président américain Barack Obama, ainsi que son vice-président Joe Biden pour les sensibiliser à ce programme. Le 3 mars 2010, elle reçoit à Genève une médaille de la part de l'OIT pour son implication en faveur de la justice sociale. En novembre 2010, elle tourne un spot publicitaire pour le vin espagnol Cava de la marque Freixenet, et s'engage à ce que ses 500 000 € de cachet soit reversés intégralement à son association pour financer la création d'une école en Colombie et une 2e à Port-au-Prince en Haïti, pays qu'elle avait visité à la suite du séisme qui avait causé la mort de 230 000 personnes le 12 janvier 2010. Le 31 mars 2011, elle se rend à Haïti où elle fait un don de 400 000 $ et signe un accord avec la Banque interaméricaine de développement qui apportera la même somme pour permettre la reconstruction de l'école Elie Dubois à Port-au-Prince (l'une des plus anciennes du pays qui avait été construite au début du XXe siècle puis détruite à la suite du séisme).
À l'occasion de la Coupe du monde de football de 2010, Shakira devient l'ambassadrice de la campagne 1Goal : Education for All, qui vise à assurer l'éducation aux 72 millions d'enfants non scolarisés à travers le monde, et plus particulièrement en Afrique. Le titre Waka Waka figure sur l'album Listen Up! The Official 2010 FIFA World Cup Album sorti le 31 mai 2010, et dont tous les bénéfices sont reversés à 1Goal. Le 28 février 2011, la Fondation du FC Barcelone et Pies descalzos annoncent un accord de coopération pour l'éducation des enfants à travers le sport. Le 28 janvier 2012, Shakira a reçu en France la médaille de Chevalier de l’Ordre des Arts et des Lettres.

## Vie personnelle
En 2000, Shakira rencontre Antonio de la Rúa, le fils de l'ancien président d'Argentine Fernando de la Rúa, qui devient son compagnon. Il joue un rôle important dans la carrière de Shakira, notamment en 2008, en négociant un contrat d'exclusivité de dix ans avec Live Nation pour 70 à 100 millions de dollars. Il est également derrière la campagne victorieuse de son père à la présidentielle d'Argentine et c'est à ce titre qu'il peut convoquer un certain nombre d'hommes d'affaires pour créer la fondation ALAS en 2006. Ils se séparent en août 2010 après dix ans de vie commune.
Durant l'été 2010, Shakira rencontre le footballeur espagnol Gerard Piqué sur le tournage de son clip Waka Waka. Le 29 mars 2011, elle confirme leur relation sur Twitter. Le couple s'installe à Barcelone, puis ils ont deux enfants : Milan Piqué Mebarak (né le 22 janvier 2013) et Sasha Piqué Mebarak (né le 29 janvier 2015).
Le 4 juin 2022, après des rumeurs d’infidélité de la part de Gerard Piqué, ce dernier et Shakira annoncent officiellement leur séparation après douze ans de vie commune. Elle a découvert qu'il la trompait à cause de la consommation irrégulière de confiture : le pot descendait beaucoup trop vite alors que personne n’en consommait à la maison.
En avril 2023, Shakira quitte l'Espagne avec ses enfants pour s'installer à Miami.
Depuis mars 2023, elle serait en couple avec Lucien Laviscount, acteur de la série Emily in Paris, qui apparaît dans le clip de sa chanson Puntería, en duo avec Cardi B.

## Affaires judiciaires
En 2017, elle est citée dans le scandale des Paradise Papers, Le Monde indiquant qu'elle « joue en virtuose de l’optimisation fiscale pour payer moins d’impôts ». Résidant à Barcelone, elle est pourtant officiellement domiciliée aux Bahamas et bénéficie de nombreux avantages fiscaux en ayant placé ses droits d'auteur à Malte et au Luxembourg. En 2009, selon El Confidencial, La Sexta et Le Monde, elle a transféré à Malte ses droits d'auteur au sein d'une holding, Tournesol Limited, pour un montant de 31,6 millions d'euros ; l'un de ses avocats déclare qu'« elle a toujours respecté les lois des juridictions dont elle dépendait ».
En 2018, la justice espagnole lui reproche d'avoir dissimulé des millions d'euros entre 2011 et 2014. Le parquet annonce en décembre 2018 son intention de déposer plainte contre Shakira, lui reprochant d'avoir fraudé le fisc à hauteur de 14,5 millions euros : sa résidence bahaméenne est considérée comme fictive puisque, selon l'acte d'accusation, elle a passé entre 212 et 244 jours par an à Barcelone et aucun aux Bahamas.
En octobre 2021, son nom est cité dans les Pandora Papers.
En juillet 2022, le parquet espagnol requiert huit ans de prison à son encontre pour fraude fiscale.
Shakira a conclu un accord avec les autorités fiscales espagnoles le  20 novembre 2023, au début de son procès pour fraude fiscale à Barcelone. Cet accord lui a permis d'éviter une potentielle peine de huit ans de prison et une amende de plus de 23 millions d'euros.Au lieu de cela, elle a été condamnée à une peine de trois ans de prison avec sursis et à une amende de 7 millions d'euros pour avoir omis de payer 14,5 millions d'euros d'impôts entre 2012 et 2014
En janvier 2024, une nouvelle enquête a été ouverte concernant des accusations selon lesquelles Shakira aurait fraudé le fisc espagnol pour un montant supplémentaire de 6,7 millions d'euros en 2018. Les procureurs affirmaient qu'elle avait utilisé une société offshore pour éviter le paiement de ces impôts. Cependant, le 9 mai 2024, un tribunal espagnol a décidé d'abandonner cette enquête, citant un manque de preuves suffisantes pour établir l'intention frauduleuse. Elle a donc été relaxée pour faute de preuves.

## Discographie

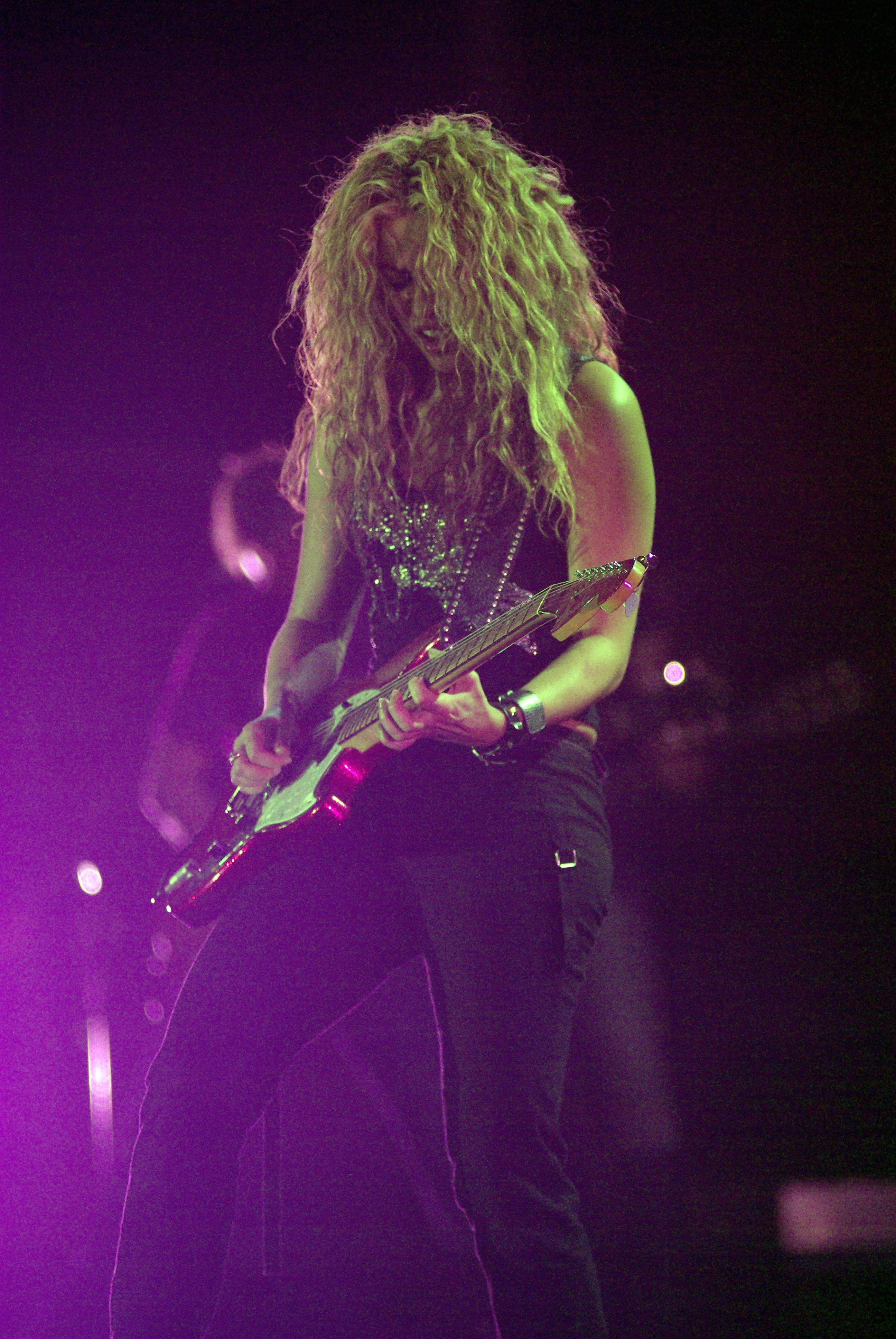
Solo de guitare par Shakira pendant le Festival Rock in Rio, en juillet 2008.

- 1991 : Magia
- 1993 : Peligro
- 1995 : Pies Descalzos
- 1998 : ¿Dónde Están Los Ladrones?
- 2001 : Laundry Service
- 2005 : Fijación Oral Vol. 1
- 2006 : Oral Fixation Vol. 2
- 2009 : She Wolf
- 2010 : Sale El Sol
- 2014 : Shakira
- 2017 : El Dorado
- 2024 : Las Mujeres Ya No Lloran

## Tournées
- 1995 / 1997 : Pies Descalzos Tour
- 2000 : Tour Anfibio
- 2002 / 2003 : Tour of the Mongoose
- 2006 / 2007 : Oral Fixation Tour
- 2010 / 2011 : The Sun Comes Out World Tour
- 2018 : El Dorado World Tour
- 2025 : Las Mujeres Ya No Lloran World Tour

## Filmographie
| Année | Film                          | Rôle        | Notes                                  |
| ----- | ----------------------------- | ----------- | -------------------------------------- |
| 1994  | El Oasis                      | Luisa María | Rôle principal, telenovela colombienne |
| 2002  | Taina                         | Elle-même   | (saison 2, épisode 8)                  |
| 2006  | 7 vidas                       | Elle-même   |                                        |
| 2009  | Ugly Betty                    | Elle-même   | (saison 4, épisode 8)                  |
| 2010  | Les Sorciers de Waverly Place | Elle-même   | (saison 3, épisode 13)                 |
| 2016  | Zootopie                      | Gazelle     |                                        |
| 2022  | Dancing With Myself           | Elle-même   | Emission de télévision                 |
| 2025  | Zootopie 2                    | Gazelle     |                                        |

### Publicité
- 2017 : Costa Croisières[131]

## Records et réalisations

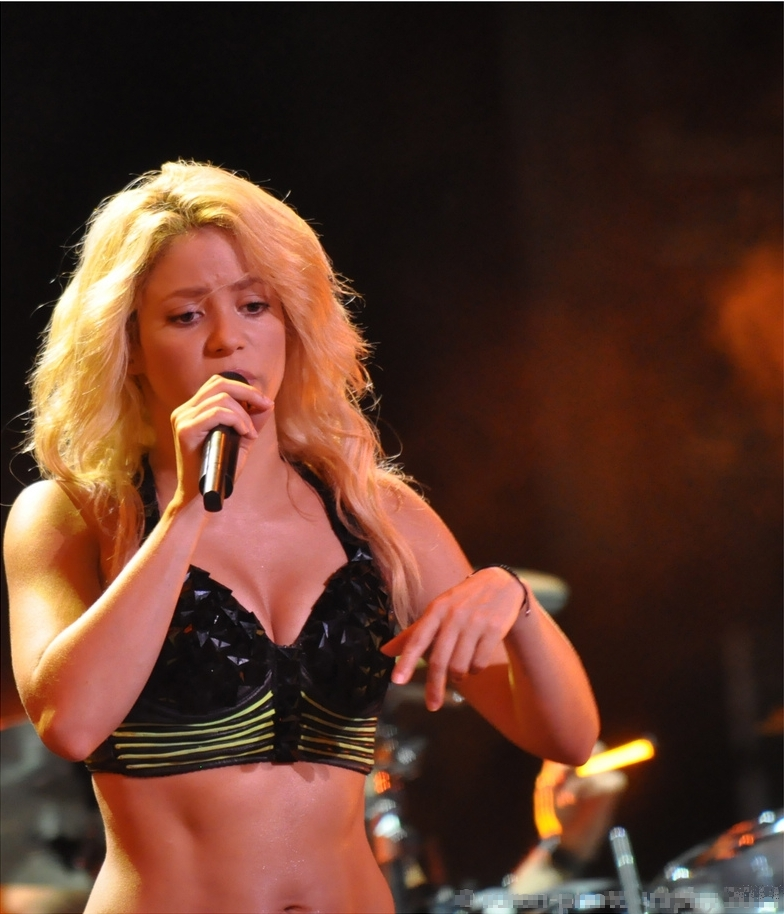
Shakira, au Grand Prix de Singapour, en 2011.

Selon Sony, Shakira est l'artiste colombienne la plus populaire de tous les temps, ayant vendu plus de soixante millions d'albums dans le monde. Selon Nielsen Broadcast Data Systems, Hips Don't Lie est la chanson pop la plus jouée en une seule semaine dans l'histoire de la radio américaine : 9 637 fois en une semaine. Elle est la première artiste dans l'histoire des charts Billboard à avoir une chanson en tête du Top 40 Mainstream et du Latin Chart durant la même semaine avec Hips Don't Lie.
La tortura bat le record du nombre de semaines en tête du Billboard Hot Latin Tracks (un total de 25 semaines non consécutives). Hips Don't Lie est le single le plus vendu de ces 10 dernières années.
Selon Nokia, les musiques de Shakira ont été téléchargées plus de fois que les chansons de tout autre artiste latino dans les cinq années qui précèdent 2010. Selon Forbes, Shakira était la quatrième femme de l'industrie musicale à avoir gagné le plus d'argent en 2008 derrière Madonna, Barbra Streisand et Céline Dion.